# Mostro della laguna nera
Il mostro della laguna nera o Gill-Man (letteralmente "Uomo-Branchia"), è un personaggio immaginario, reso celebre al cinema dal regista Jack Arnold nel film Il mostro della laguna nera del 1954 e in due sequel.

## Caratteristiche
Gill-Man si presenta come una creatura prevalentemente anfibia, in grado di respirare anche fuori dall'acqua: infatti è dotato di un primitivo sistema respiratorio come dimostrato dal terzo film della trilogia. Altre caratteristiche sono la grande forza e la pelle squamosa che rende la creatura immune, almeno parzialmente, da colpi di proiettile e arpioni; possiede inoltre una capacità di guarigione da ferite altrimenti mortali per l'uomo ed è resistente agli insetticidi. Il sangue della creatura è composto per il 35% da globuli rossi.

## Filmografia

### La saga della Universal
- Il mostro della laguna nera (Creature from the Black Lagoon di Jack Arnold, 1954). La creatura è interpretata dallo stuntman Ben Chapman nelle scene terrestri e da Ricou Browning in quelle subacquee.
- La vendetta del mostro (Revenge of the Creature di Jack Arnold, 1955). Ricou Browning è sempre il mostro nelle scene subacquee e stavolta Tom Hennesy interpreta the gill man sulla terra.
- Il terrore sul mondo (The Creature Walks Among Us di John Sherwood, 1956). In questo secondo ed ultimo seguito de Il mostro della laguna nera, Ricou Browning e Don Megowan (entrambi non accreditati nei titoli del film) interpretano la creatura rispettivamente sotto e sopra l'acqua.

### Altri film
- Scuola di mostri (The Monster Squad, 1987)
- La mummia (The Mummy, 2017) - nei titoli di coda, solo braccio fossile
- La forma dell'acqua (The Shape Of Water, 2017)

## Videogiochi
- Nella serie Dark Stalkers prodotta dalla Capcom, il cui primo titolo risale al 1994, un lottatore di nome Rikuo riprende le fattezze del Mostro della Laguna Nera.
- Nella serie Skylanders, prodotta da Activision, uno dei personaggi più popolari introdotti nella prima serie, Gill Grunt, presenta un design ispirato a quello di Gill-Man.

## Altri media
- Gill, appare nella serie animata Kim Possible.
- Ezekiel, nella serie animata A tutto reality, e precisamente in Total Drama World Tour, si trasforma temporaneamente in uno zombie, molto simile al mostro della laguna nera e al Gollum.
- Anello Mancante in Mostri contro alieni.
- Gil, uno dei protagonisti del videogioco Ufouria.
- The Amazon, uno dei lottatori del videogioco Pro Wrestling per Nintendo Entertainment System.
- Mer-Man, uno degli evil warriors dell'universo di Masters of the Universe.
- Creatura della Palude, apparso in The LEGO Movie (2014), LEGO Batman - Il film (2017) e The LEGO Movie 2 - Una nuova avventura (2019)